# Hagnäs torg

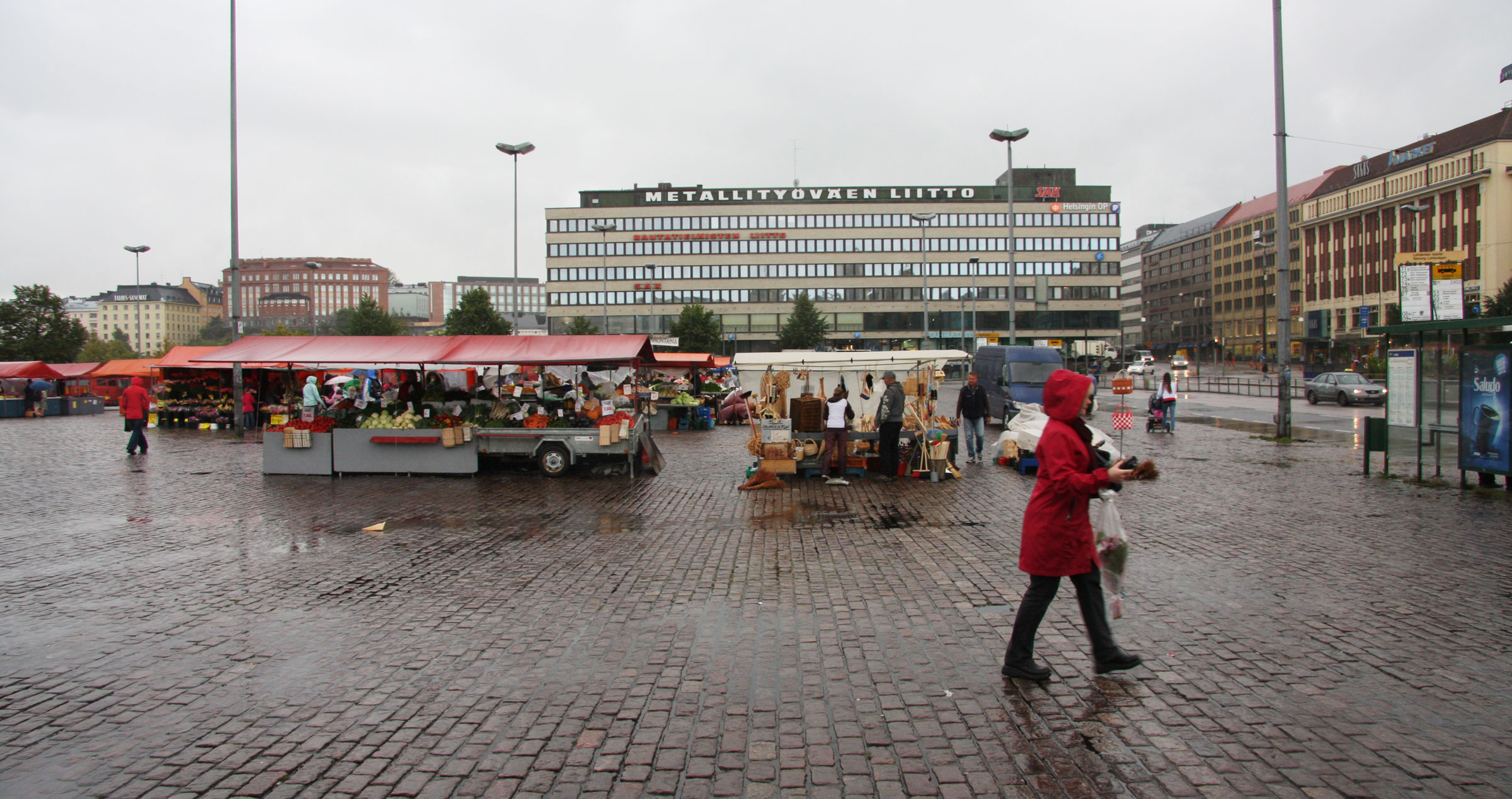
Hagnäs torg.

Hagnäs torg (finska: Hakaniementori) är ett torg på Broholmen i Helsingfors som anlades 1897 och utgör centrum för de så kallade arbetarstadsdelarna. 
Under Hagnäskravallerna på Hagnäs torg den 2 augusti 1906 fick ett 10-tal personer sätta livet till. Under storstrejken föregående år hade arbetarna bildat ett "rött garde", som denna dag störde spårvägstrafiken på Broholmen. Sedan de borgerligas "kommunala skyddsgarde" fått rapport om saken skickades en avdelning till Hagnäs torg, där det kom till skottväxling. Händelsen, som hade samband med Sveaborgsrevolten, ledde till upplösning av de båda gardena och fängelsedomar för ett flertal inblandade. Detta var första gången skott utväxlades mellan borgare och socialister i Finland. Torget var skådeplats för oroligheter även sommaren 1940, då bland annat  en stor vedtrave antändes. Efter andra världskriget ordnades där ofta kommunistiska massmöten. Hagnäs torg är fortfarande ett centrum för fackföreningsrörelsen i Finland och för socialdemokraterna. 
Hagnäs saluhall på Hagnäs torg, invigd 1914 (Karl Hård af Segerstad/Einar Flinckenberg), är landets största. Vid torget ligger även det så kallade Cirkelhuset (Kaija & Heikki Sirén, 1966–1968), som inrymmer bland annat statliga ämbetsverk, samt det så kallade Arenahuset i rödtegel (Lars Sonck, 1924). I torgets sydöstra hörn står skulpturen Världsfreden (Oleg Kirjuchin), erhållen som gåva av staden Moskva 1990.